# Divizia 28 Infanterie (Statele Unite ale Americii)

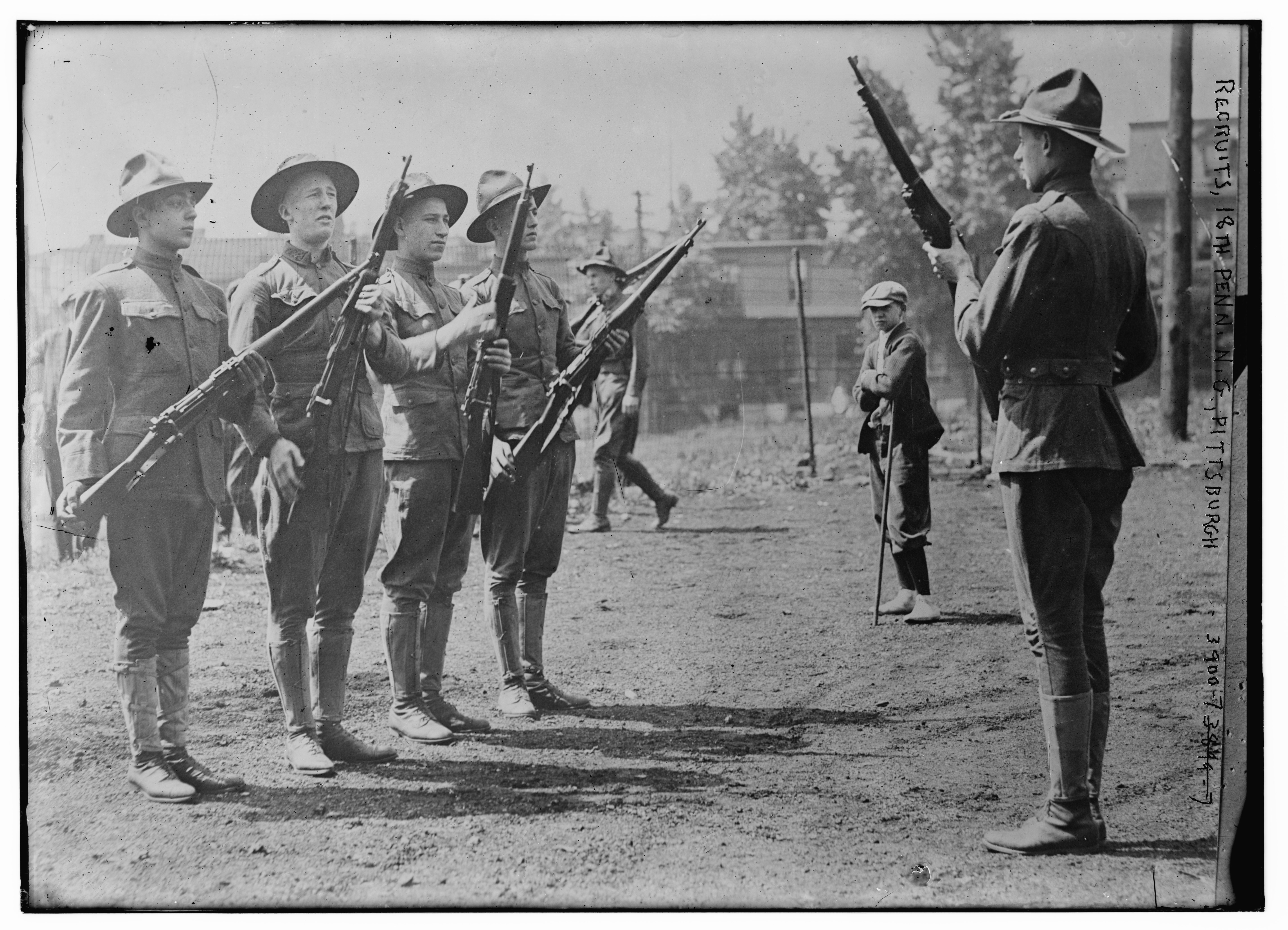
Recruți din Pittsburgh, în 1915

Divizia 28 Infanterie (28th Infantry Division „Keystone”)  este o unitate a Gărzii Naționale a Armatei (Army National Guard) și este cea mai veche unitate de dimensiunea unei divizii din Departamentul Apărării al Statelor Unite ale Americii. Unele dintre unitățile diviziei își pot urmări descendența până la batalionul lui Benjamin Franklin, The Pennsylvania Associators (1747–1777). Divizia a fost înființată oficial în 1879 și mai târziu a fost redenumită Divizia a 28-a în 1917, după intrarea Americii în Primul Război Mondial. În prezent, face parte din Garda Națională a Armatei din Pennsylvania,  Garda Națională a Armatei din Maryland, Garda Națională a Armatei din Ohio și Garda Națională a Armatei din New Jersey.
A fost poreclită inițial „Divizia Keystone”, deoarece a fost formată din unități ale Gărzii Naționale a Armatei din Pennsylvania; Pennsylvania fiind cunoscut și ca „statul Keystone”. În timpul celui de-Al Doilea Război Mondial, forțele germane i-au dat porecla de „Găleată sângeroasă” din cauza formei și a culorii însemnelor sale roșii.
Astăzi, Divizia 28 Infanterie poartă numele dat de generalul Pershing în timpul Primului Război Mondial: „Divizia de Fier”. Este prima divizie a Gărzii Naționale a Armatei care a lansat vehiculul de luptă al infanteriei Stryker⁠(d), ca parte a reorganizării Armatei din primul deceniu al anilor 2000.
Divizia 28 este, de asemenea, una dintre cele mai decorate divizii de infanterie din armata Statelor Unite.

## În cultura populară
Divizia 28 Infanterie apare în filme ca Când trompetele tac (1998), J'accuse⁠(d) (1919), Rezistența trandafirilor (1968), The Execution of Private Slovik (1974), în primele scene din Dimineața morților (1978),. Divizia 28 este menționată în episodul 5 al seriei Camarazi de război.
Referințe la experiențele Diviziei 28 Infanterie din cel de-Al Doilea Război Mondial apar în cartea Company Commander a lui Charles Brown MacDonald.